# Protognathosaurus
Protognathosaurus oxyodon
Genre
Espèce
Protognathosaurus est un genre fossile de dinosaures sauropodes du Jurassique moyen retrouvé dans la formation de Dashanpu, au Sichuan (Chine). L'espèce type et unique espèce du genre, Protognathosaurus oxyodon, a été décrite en 1988 par Zhang Yihun sous le protonyme Protognathus oxyodon.
Plusieurs chercheurs considèrent Protognathosaurus comme nomen dubium.

## Description
L'espèce type est basée sur l'holotype CV 00732 (ChM V732), constitué d'une mandibule partielle retrouvée dans une strate de la sous-formation géologique Shaximiao datée du Bathonien-Callovien, correspondant à la partie supérieure de la formation de Dashanpu.

## Étymologie
Le nom générique dérive du grec πρῶτος, protos, signifiant « premier », et γνάθος, gnathos, signifiant « mâchoire ». Le nom spécifique est tiré du grec ὀξύς, oxys, signifiant « aiguisé », et ὀδών, odon, signifiant « dent ». Le nom générique étant déjà utilisé pour un genre de coléoptère, le genre est renommé combinatio nova Prognathosaurus oxyodon par George Olshevsky en 1991.